# Kun Temenužkov
Džoškun Temenužkov Michajlov (bulharsky Джошкун Теменужков Михайлов; * 1. února 2000 Chaskovo, Bulharsko), známý zjednodušeně jako Kun Temenužkov (Кун Теменужков), je bulharský fotbalový útočník, v současné době na hostování v klubu Real Unión.

## Klubová kariéra

### Mládežnická kariéra
Temenužkov se narodil v bulharském Chaskovu, ale již v roce a půl se s rodinou odstěhoval do španělské Fragy. První roky své mládežnické kariéry strávil v místních klubech, ale v roce 2014 se připojil k akademii FC Barcelony. Z té však v roce 2017 odešel do anglického Leedsu United.

### Leeds United
Po přestupu do Leedsu poměrně pravidelně nastupoval za tým do 23 let, za první tým však nastoupil pouze z lavičky v utkání FA Cupu proti Queens Park Rangers v roce 2019.
Dne 30. ledna 2020 se v rámci hostování přesunul do španělského klubu La Nucía, kde však kvůli pandemii covidu-19 nastoupil pouze ke dvěma zápasům.
Po skončení hostování se do Španělska opět vrátil, tentokrát na hostování do Realu Unión. Zde odehrál v sezóně 2020/21 16 zápasů, ve kterých vstřelil 3 góly.

## Reprezentační kariéra
Temenužkov mohl díky svému původu reprezentovat jak Bulharsko, tak Španělsko, ve všech mládežnických kategoriích však reprezentoval Bulharsko.